# Herb Iłży

Herb Iłży do 2022 roku

Herb Iłży – jeden z symboli miasta Iłża i gminy Iłża w postaci herbu.

## Wygląd i symbolika
Herb przedstawia na błękitnej tarczy herbowej trzy złote korony królewskie, dwie nad jedną. Herb jest tożsamy z herbem Krakowskiej Kapituły Katedralnej, ponieważ miasto założyli biskupi krakowscy.

## Historia
Herb pojawił się już na najstarszej pieczęci miejskiej Iłży, wykonanej w 1500 roku, gdzie jednak towarzyszyła mu postać biskupa w pontyfikaliach w geście błogosławieństwa oraz umieszczony poniżej herb kapituły (trzy korony). Na kolejnej pieczęci miejskiej, wykonanej w 1564 roku, zniknęła postać biskupa, a jedynie renesansowa tarcza nakryta została infułą biskupią. Dodatkowo, nietypowo w polu tarczy herbowej nad trzema koronami pojawiła się data roczna 1564. Na ostatniej przedrozbiorowej pieczęci miejskiej, wykonanej w XVII wieku, nad tarczą oprócz infuły znalazł się także pastorał i krzyż lub miecz. W czasach rozbiorów postulowano dla Iłży nowe herby, czego skutkiem było zatracenie prawidłowej formy herbu miasta. W wyniku tego w XX wieku przyjęto herb, gdzie infuła stanowiąca w czasach I Rzeczypospolitej zwieńczenie tarczy herbowej, znalazła się w polu tarczy. Błąd ten skorygowano w 2022 roku, usuwając infułę z pola tarczy herbowej. Aktualnie używaną wersję herbu opracowali Kamil Wójcikowski i Robert Fidura. Została ona przyjęta 31 marca 2022 roku.